# Belvédère de Dour
Pour les articles homonymes, voir Belvédère.

Le Belvédère de Dour est un lieu récréatif datant du XIXe siècle. Il est situé à Dour dans la province de Hainaut en Belgique.

## Histoire
Bâti entre le chemin des Croix et la rue de France, le Belvédère de Dour est le témoin d’une entreprise familiale dont la longue histoire (quatre générations de 1836 à 1965) se confond avec celle d’une famille calviniste, les « Defrise ».
1830, c’est la révolution belge : les Belges boutent les Hollandais hors du pays. Louis Joseph Cambier et Jean-Baptiste Defrise organisent une campagne de volontaires et marchent sur Bruxelles. En 1831, lorsque Guillaume Nassau passe à l’offensive et tente d’envahir la Belgique, Defrise est l’un des premiers à voler au secours du pays, abandonnant sa famille et son métier de médecin. Il part avec Charles de Royer à la tête de la légion cantonale de la garde civique et participe aux combats. De 1832 à 1841 (date de son décès à 36 ans), Jean-Baptiste Defrise siège au conseil communal de Dour à la place de Louis-Joseph Cambier, démissionnaire.
En 1836, Léopold 1er accorde aux frères Defrise, Pierre Joseph, cultivateur, et Jean-Baptiste, médecin et officier volontaire de 1830, l’autorisation d’établir une brasserie à Dour, laquelle est mise en chantier dès juillet de la même année. Afin de faciliter sa construction, qui dura 2 ans, on a installé un four à briques près du « Rieu Saussez » (brasserie sur le site du Belvédère). Dès sa mise en service, elle est totalement opérationnelle et dispose alors de tout le matériel indispensable. Sur un terrain contigu de plus de 2 hectares, l’édification d’une maison avec remise, écurie, grange et autres édifices complète l’ensemble.
En 1840, la brasserie « Rieu Saussez » devient « Defrise frères ». Pierre Joseph est le régisseur et Antoine Cavenaile le comptable. Antoine Cavenaile (1795-1872), comptable du charbonnage Sainte Croix, est le fils de Servais Victor Cavenaile, riche notable dourois, et de Marie Béatrice Aupic, tous deux décédés lorsque Antoine et Angélique se marient en 1824.
La brasserie continue à se développer. Ainsi, en 1856, elle s’équipe d’une machine à vapeur de la force de six chevaux et agrandit ses bâtiments. En 1872, Antoine Cavenaile décède et son fils Emile assure la direction de la brasserie. Trois ans plus tard, lors de la signature d’un contrat de société passé entre Angélique Defrise et ses enfants, Félicité et Emile Cavenaile, la société devient « Emile Cavenaile et sœur » : Emile devient directeur. Emile, notable dourois et époux de Zémia Druart, participe à la vie sociale et politique de sa commune et siège au conseil communal de 1868 à 1897, année de son décès. René Cavenaile prend alors la direction de l’entreprise familiale, l’agrandit et crée de nouvelles bières issues de produits de basse fermentation.
Une nouvelle société est alors créée entre Zémia Druart et ses enfants Georges, l’avocat, et René, le brasseur. Cette société « Cavenaile frères » est officiellement fondée le 1er janvier 1902 pour une durée de 10 ans. René devient le « directeur-gérant » de la « Brasserie-malterie du Rieu Saussez », et il donne une grande impulsion à son entreprise.
En 1903, les deux frères achètent à Emile Charles de Royer les terrains qui jouxtent leur propriété. Le site acheté comprend la tour, le terril et les bois environnants. Construite en 1865, mais très endommagée en 1884, la tour voisine d’un ancien puits avait jadis abrité une machine à vapeur d’extraction : c’est à cette tour carrée en ruine que s’intéresse René Cavenaile. En 1910, il demande à son ami Richard Parys, architecte montois, de la restaurer.
Le Belvédère est né. Son nom et sa silhouette seront les emblèmes de Dour. Il sera l’un des principaux acteurs des festivités douroises à venir et fera connaître les bières Cavenaile grâce au grand café et à l’hostellerie installés dans la tour.
Lors des expositions de Bruxelles (1910), de Charleroi (1911) et de Gand (1913), les « Etablissements Cavenaile frères » remportent des diplômes d’honneur. Réputés pour leurs bières « double » et de « saison », ainsi que pour leurs bières d’été (« la Blonde des Rocs »), ils vendent aussi des liqueurs, des genièvres, des eaux de vie, du vinaigre, du vin, de l’huile… La brasserie raccordée au chemin de fer industriel permet une meilleure diffusion dans tout le pays. La période 1910-1914 est vraiment la « belle époque » de la brasserie. Malheureusement, tout s’écroule à cause de la guerre… Lors de l’invasion allemande de 1914, la brasserie est mise à sac, le Belvédère subit de nombreux dégâts et la propriété est pillée. Si, en 1916, la brasserie fonctionne avec onze ouvriers et trois bœufs servant à la livraison, elle cesse les activités en 1917 faute d’autorisation d’exploitation de l’occupant allemand. Seul le Belvédère reste le centre d’attraction et de délassement. On y donne des spectacles à but philanthropique.
Après la guerre 14-18, René Cavenaile fait restaurer, moderniser et électrifier les installations. Les bureaux sont reliés au réseau téléphonique, les paiements se font par compte-chèques postaux et le transport des marchandises par camions motorisés. Au Belvédère, on construit le perron, la terrasse, et diverses annexes suivant les plans d’Alphonse Van Cranenbroek, architecte dourois, et on remeuble le café.
En 1927, la société « Cavenaile frères » devient une société anonyme qui possède les bâtiments industriels et de nombreuses propriétés foncières. La brasserie, qui occupe 120 ouvriers, atteint son apogée. Lors de l’exposition universelle d’Anvers (1930), René Cavenaile installe un pavillon abritant deux stands. L’un est destiné aux bières traditionnelles, tandis que l’autre présente une nouvelle bière : la « Saaz », sorte de « pils » très légère (moins de 3 degrés). « Saaz » est le nom du houblon dit « rouge », considéré comme l’un des meilleurs du monde. Il est cultivé en Bohême, à environ 60 kilomètres de Prague. Un ingénieur tchèque viendra la mettre au point. Transportée dans des tonneaux refroidis par des blocs de glace, la « Saaz » est distribuée dans les cafés à Anvers et à Bruxelles.
En 1932, soit quatre ans plus tôt que la date officielle, les administrateurs décident de célébrer en mai, juillet et août le centième anniversaire de leur société. L’état de santé de René Cavenaile se dégradant, ils souhaitent l’associer aux différentes manifestations. Beaucoup de festivités, dont les bénéfices sont redistribués aux chômeurs (très nombreux à l’époque), étaient prévues. René Cavenaile décède en 1933.
La brasserie est lourdement frappée par la crise économique de 1933 quand Emile Cavenaile succède à son père. On déplore une perte de 13 millions de francs belges.
A cette époque, le Belvédère ouvre de Pâques à octobre. On y danse en plein air et l’entrée est gratuite. Emile Cavenaile continue l’aménagement du parc, et, en 1936, il crée un bassin de natation. Cette piscine alimentée par les eaux qui rafraichissent le système de refroidissement de la brasserie, est en permanence chauffée. Deux terrains de tennis et un ballodrome complètent les installations sportives. Quelques clubs sportifs voient le jour : « Le Belvédère Tennis Club », un club de tennis de table, ainsi qu’un club d’athlétisme (qui ne prit, lui, aucune ampleur).
Par après, l’entrée du Belvédère, qui avait toujours été gratuite, devient payante ! Le prix est fixé à 0,50 francs (plus ou moins 0,01€ en 2017) par jour et l’abonnement annuel est à 5 francs (0,12€) par personne ou 10 francs (0,25€) par famille. Cet abonnement permet d’entrer au Belvédère jusqu’au 31 décembre. Les abonnés bénéficient d’une réduction sur les entrées lors des manifestations.
1937 est une année faste pour le Belvédère. On y organise des tournois de tennis, de tennis de table, de balle pelote, des fancy-fairs, des opérettes, des bals champêtres, des concerts et des fêtes diverses.
Profitant des mois de fermeture, de nombreuses améliorations sont réalisées : le cadre est modernisé, les cabines de piscine sont repeintes, de la musique est diffusée, des colonnes lampadaires sont installées autour de la piscine et un jet d’eau alimente le bassin en eau pure. La porte d’accès du Chemin des Croix a été modifiée : les deux grandes colonnes d’entrée sont maintenant surmontées d’un éclairage mat ; on organise des tournois de whist dans le café.
En 1940, la guerre est là ! Tout comme en 14-18, le Belvédère reste un lieu de rencontre pour la jeunesse douroise. La piscine reste ouverte et fait le plein de nageurs le jeudi et le dimanche. Les fêtes de la Sainte-Anne sont organisées ainsi que des fancy-fairs au profit de certaines œuvres. Emile Cavenaile soutient la résistance locale, collecte des fonds, fait passer des renseignements, cache des partisans dans les immenses sous-sols de l’entreprise. La brasserie réquisitionnée par les Allemands sert de dépôt pour la farine, le sucre et le gruau d’avoine. Durant la guerre, la brasserie réalise de grands bénéfices. Elle produit une saison particulièrement nourrissante et qui connaît un grand succès. Les comptes de la brasserie sont positifs.
Lors de la débâcle de septembre 1944, les occupants abandonnent leur dépôt, lequel est vite récupéré par le Front de l'Indépendance. Le Plan Gutt, qui permet le sauvetage du franc après la guerre en 1945, fait fondre la réserve.
Dès 1945, Emile Cavenaile tente de relancer l’entreprise du Belvédère grâce à des concerts et des activités diverses.
1952 est une belle année pour le Belvédère : en plus d’un concours international de musique dont les participants se produisent dans les salles locales, au parc et au Belvédère, d’importants travaux sont effectués. Une nouvelle grande terrasse est construite, une nouvelle salle de danse et de spectacle aménagées ainsi qu’un solarium en haut de la tour. Le 29 septembre, un restaurant rénové ouvre ses portes : il servira aussi de lieu d’expositions. C’est également l’année de la création de l’atelier de céramique de Dour, situé dans les combles et les dépendances de la maison d’Emile Cavenaile. Il est créé par Roger Somville, son épouse Simone Tits et Louis Van de Spiegele, avec l’aide logistique et financière d’Emile Cavenaile. D’autres talents, comme Paul Timper, Georges Boulmant, les sœurs Marie-Henriette et Thérèse Bataille se sont ajoutés au fil des années.
La brasserie connait rapidement beaucoup de difficultés, malgré les nombreuses initiatives : la distribution des produits à domicile n’occupe plus qu’une cinquantaine de personnes.
Le club sportif dourois est créé le 10 octobre 1954. En janvier 1962, le club organise son « Premier cross international Emile Cavenaile ».
1958 voit la création d’un club nautique et de waterpolo : le « Belvédère Natation Dour » (BND), qui a permis des rencontres interclubs hennuyers.
Comme l’avait jadis fait son père René Cavenaile, Emile tente de donner un coup de fouet à ses affaires en organisant les célèbres « Fêtes de la bière ». En 1960, pour leur première édition, il fait aménager un hall pour accueillir 2 500 personnes et un parc de stationnement de 500 places. La fête dure trois jours (du 24 au 26 juillet). La « Saaz » arrive par pipeline de 405 mètres de long de la cuve au pot de grès de 0,5 ou 1 litre. En 1961, les festivités durent neuf jours (du 12 au 20 août) pour devenir, en 1962, une fête de dix jours (du 25 août au 9 septembre). Les organisateurs attendent 50 000 personnes : un parking de 1500 places, un hall de 2000 m² pouvant recevoir 3000 personnes et deux podiums sont installés, l’un pour la jeunesse, l’autre accueillant des musiques plus traditionnelles.
Cependant, la concurrence des grandes surfaces et la fermeture des charbonnages ont raison de la dernière brasserie de taille moyenne de la région… En 1963, Artois rachète la brasserie avec l’obligation de poursuivre des activités brassicoles pendant cinq ans. En 1963-1964, les fêtes de la bière ont encore lieu, organisées cette fois par la « Jeunesse fanfare de Flénu ». Même si la brasserie est encore présente, on sent que la fin approche : les bières qui avaient fait la réputation de la brasserie vont disparaître.
En 1967, l’État belge rachète le Belvédère ainsi qu’une bonne partie de la propriété, et notamment la maison de maitre pour y loger l’internat aujourd'hui racheté par la famille IRACI (très riches indépendants de la région) qui y implante 10 logements privés. Le bassin de natation restauré est bien fréquenté puis abandonné définitivement dans les années 1980. En 1986, l’internat est abandonné et vandalisé pour renaitre en 2008 lorsque la commune rachète le parc puis la tour.